# Арнольд, Игорь Владимирович
Игорь Владимирович Арнольд (1900, Харьков — 1948, Москва) — советский математик и педагог, доктор педагогических наук, профессор. Член-корреспондент АПН РСФСР.

## Биография
Родился в 1900 году в Харькове в семье дворянского происхождения. В 1908 году с семьей переехал в Швейцарию, где несколько лет он учился в школе в Цюрихе, с 1912 года семья переехала в Германию. В 1913 году вернулась в Россию и поселилась в Одессе. С 1914 по 1918 годы учился в гимназии, после которой поступил на математическое отделение Новороссийского университета, на котором обучался 3 года.
Во время обучения овладел немецким, французским, английским, итальянским и латинским языками.
С 1922 по 1924 годы работал преподавателем математики на рабфаках Одесского высшего сельскохозяйственного и Политехнического институтов.
В 1924 году переехал в Москву и поступил на III курс математического отделения Московского университета. Окончил вуз в 1929 году. С 1929 по 1932 год обучал в аспирантуре МГУ. Вёл научную работу по методологии математики в секции естественных наук Коммунистической академии.
С 1929 года преподавал в МГУ, параллельно читал лекции по теории чисел и теоретической арифметике в Московском педагогическом институте имени А. С. Бубнова и в Московском городском институте усовершенствования учителей. В 1935 году получил ученую степень кандидата физико-математических наук, в этом же году стал профессором. В 1941 году получил степень доктора педагогических наук.
В 1937 родился сын Арнольд, Владимир Игоревич (12 июня 1937 года, в Одессе, Украина), будущий математик, академик.
В МГУ проработал до 1941 года. В 1941 году переехал в Магнитогорск, где продолжил заниматься преподавательской деятельностью.
В 1944 году вернулся в Москву и стал работать заведующим кафедрой высшей математики в Московском институте стали и сплавов, также читал лекции на физическом факультете МГУ.
С 1944 по 1948 годы работал научным сотрудником сектора методики математики НИИ методов обучения АПН РСФСР, в 1947 году был избран членом-корреспондентом Академии.

## Научная деятельность

### Научные интересы
Разрабатывал проблемы методики преподавания математики в средней и высшей школе. Обосновал цели преподавания арифметики в средней школе, предложил доступную учащимся методику преподавания отрицательных чисел, развил учение о показательной и логарифмической функциях, сформулировал принципы отбора и составления арифметических задач. Автор учебников, учебных пособий по арифметике и алгебре.

### Избранные труды
- И. В. Арнольда . О задачах по арифметике. // — 1946‍
- И. В. Арнольда «О задачах по арифметике» // «Математика в школе», 1946
- И. В. Арнольда «Принципы отбора и составления арифметических задач» // «Известий АПН», 1946
- И. В. Арнольда «Отрицательные числа в курсе алгебры» // «Педагогическая библиотека учителя», 1947
- И. В. Арнольда «Операторное истолкование числа в курсе элементарной математики». // «Известий АПН», 1947
- И. В. Арнольда «Показатели степени и логарифмы в курсе элементарной алгебры» // М, 1948